# Kowalewko (gromada 1961–1972)
Kowalewko (do 30 XII 1961 Dąbrowa) – dawna gromada, czyli najmniejsza jednostka podziału terytorialnego Polskiej Rzeczypospolitej Ludowej w latach 1954–1972.
Gromady, z gromadzkimi radami narodowymi (GRN) jako organami władzy najniższego stopnia na wsi, funkcjonowały od reformy reorganizującej administrację wiejską przeprowadzonej jesienią 1954 do momentu ich zniesienia z dniem 1 stycznia 1973, tym samym wypierając organizację gminną w latach 1954–1972.
Gromadę Kowalewko z siedzibą GRN w Kowalewku utworzono 31 grudnia 1961 w powiecie mławskim w woj. warszawskim w związku z przeniesieniem siedziby GRN gromady Dąbrowa z Dąbrowy do Kowalewka i zmianą nazwy jednostki na gromada Kowalewko; równocześnie, do nowo utworzonej gromady Kowalewko włączono wsie Bogurzyn, Bogurzynek i Doziny ze zniesionej gromady Bogurzyn oraz wieś Żurominek ze zniesionej gromady Żurominek w tymże powiecie.
Gromada przetrwała do końca 1972 roku, czyli do kolejnej reformy gminnej.
Uwaga: Gromada Kowalewko (o innym składzie) istniała w powiecie mławskim także w latach 1954–1959.